# 1247
Високе Середньовіччя •  Золота доба ісламу •  Реконкіста •  Хрестові походи •  Монгольська імперія

## Геополітична ситуація
На території колишньої Візантійської імперії існує кілька держав, зокрема Латинська імперія, Нікейська імперія та Трапезундська імперія. Фрідріх II Гогенштауфен є імператором Священної Римської імперії (до 1250). У Франції править Людовик IX (до 1270).
Апеннінський півострів розділений: північ належить Священній Римській імперії, середню частину займає Папська область, більша частина півдня належить Сицилійському королівству. Деякі міста півночі: Венеція, Піза, Генуя тощо, мають статус міст-республік, частина з яких об'єднана Ломбардською лігою.
Південь Піренейського півострова в руках у маврів. Північну частину півострова займають християнські Кастилія, Леон (Астурія, Галісія), Наварра, Арагонське королівство (Арагон, Барселона) та Португалія. Генріх III є королем Англії (до 1272), а королем Данії — Ерік IV (до 1250).
Данило Галицький утвердився в Галицько-Волинському князівстві, яке як і Володимиро-Суздальське князівство та Новгородська республіка залежні від Золотої Орди. На чолі королівства Угорщина стоїть Бела IV (до 1270). У Кракові княжить Болеслав V Сором'язливий (до 1279).
В Єгипті, Сирії та Палестині править династія Аюбідів, невеликі території на Близькому Сході утримують хрестоносці. У Магрибі розпадається держава Альмохадів. Сельджуки окупували Малу Азію. Монгольська імперія поділена між спадкоємцями Чингісхана. Північний Китай підкорений монголами, на півдні править династія Сун. Делійський султанат є наймогутнішою державою Північної Індії, а на півдні Індії домінує Чола. В Японії триває період Камакура.
Цивілізація мая переживає посткласичний період. Почала зароджуватися цивілізація ацтеків.

## Події
- Данило Галицький уклав мир з угорським королем Белою IV, що дозволило йому утвердитися в Галицько-Волинському князівстві.
- Завершилося приєднання східних областей Тулузького графства до королівського домену Франції.
- Альтернативний король Німеччини Генріх Распе помер від ран. Новим антикоролем обрано Вільгельма Голландського.
- У Пармі гвельфи захопили владу й підняли бунт проти імператора Фрідріха II.
- Князь Богемії Пржемисл Отакар II став маркграфом Моравським, тобто знову об'єднав Богемію та Моравію.
- Угорський король Бела IV дозволив госпітальєрам поселитися у Валахії, створюючи буфер проти монголів.
- В Англії засновано Вефлеємський королівський госпіталь — Бедлам.
- Афонсо III утвердився на португальському троні.
- Гокона IV короновано королем Норвегії.
- Війська єгипетського султана вибили хорезмців з Єрусалиму.
- Китайський медик Сун Ци опублікував «Зібрання звітів про зняття несправедливих звинувачень», трактат із судової медицини.
- Китайський математик Цінь Цзюшао опублікував китайську теорему про залишки.

## Народились
- Рашид ад-Дін, іранський державний діяч і вчений.

## Померли
- 31 серпня — Конрад Мазовецький, польський князь.